# Morella faya
Espèce
Synonymes
- Myrica faya Ait.[1]
- Myrica faya Aiton[2]

Classification phylogénétique
Statut de conservation UICN

 LC  : Préoccupation mineure
Morella faya (espagnol : faya ou haya) est une espèce de plantes dicotylédones de la famille des Myricaceae, originaire de Macaronésie (Açores, île de Madère, îles Canaries).
Ce sont des  arbustes ou de petits arbres à feuilles persistantes et à croissance rapide, pouvant atteindre 15 mètres de haut.
L'espèce a été introduite en Floride, en Australie, Nouvelle-Zélande et dans les îles Hawaï où elle est signalée comme envahissante.

## Description
C'est un arbuste à feuilles persistantes ou un petit arbre de 3 à 8 mètres (9,8 à 26,2 pieds) de haut, rarement jusqu'à 15 mètres (49 pieds). Les feuilles sont généralement d'un vert foncé et brillant, de 4 à 11 centimètres (1,6 à 4,3 pouces) de long et de 1 à 3 centimètres (0,39 à 1,18 pouces) de large, avec une marge entière et un sommet carrément pointu. Il pousse facilement dans tout type de sol.
Il est subdioïque , avec des fleurs mâles et femelles produites en grande partie sur des plantes séparées, mais souvent avec quelques fleurs de l'autre sexe présentes (Binggeli 1997). Les fleurs mâles ont quatre étamines et sont normalement produites en touffes près de la branche . Les fleurs femelles, généralement présentes en groupes similaires, poussent légèrement plus loin de l'extrémité des branches. Le fruit est une drupe comestible de 5 à 6 millimètres (0,20 à 0,24 po) de diamètre, c'est un violet rougeâtre mûrissant du violet foncé au noir. Il est utilisé comme remède astringent contre le catarrhe (Pérez 1999, Rushforth 1999).

## Distribution
Dans les îles macaronésiennes, il est le plus abondant à des altitudes de 600–900 m. La population du Portugal continental peut être indigène ou naturalisée à la suite d'une importation précoce de Madère ou des Açores (Rushforth 1999). C'est une espèce envahissante à Hawaï (Vitousek et al. 1987), où elle déplace des arbres indigènes tels que Metrosideros polymorpha , avec des impacts profonds sur le cycle de l'azote (Vitousek & Walker 1989).